# 沙甸河 (绿汁江)
沙甸河，位于中国云南省中部，是绿汁江右岸支流，上游称古木河，发源于双柏县法脿镇双坝村韭菜冲，西北流至县城妥甸镇新会村（此段也称新会河）转北流，经大庄镇普岩村（此段也称普岩河）、大庄村、柏子村、代么古村等地，过桃园村小凹子后成为双柏县和禄丰县两县界河，向东流于杞木塘村下阿白岭东北注入绿汁江。河长89千米，流域面积1500.4平方千米，多年平均年径流量2.225亿立方米。